# Castillo de Borgholm
El Castillo de Borgholm (en sueco: Borgholms slott) es una estructura en Borgholm, Suecia, que hoy es sólo es una ruina de la fortaleza que fue construida en la segunda mitad del siglo XII y reconstruida varias veces en los siglos posteriores. Está vinculado a Halltorps, hacia el sur. El castillo fue destruido en un incendio el 14 de octubre de 1806.
La construcción de la fortaleza original fue probablemente ordenada por el rey Canuto II de Dinamarca (Canuto I de Suecia) aunque esta circunstancia no es totalmente segura. Reinó entre 1167 y 1195 y construyó fortalezas en la costa este de Suecia como defensa contra los enemigos del otro lado del Mar Báltico.
EL castillo tuvo protagonismo durante la guerra danesa-hanseática, siendo conquistado por Valdemar IV de Dinamarca en 1361.